# 阿拉斯普沃國家公園
8°41′S 114°28′E / 8.683°S 114.467°E

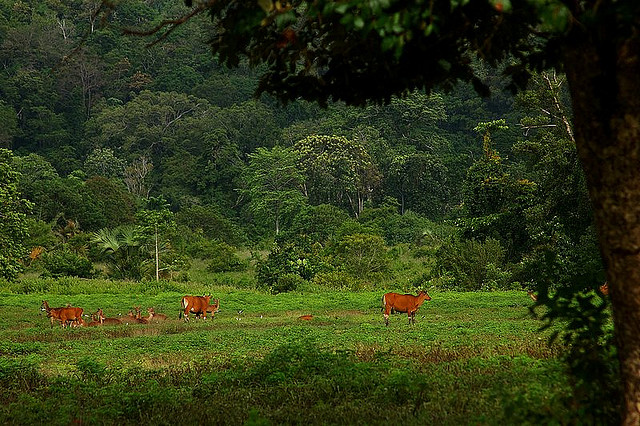

阿拉斯普沃國家公園是印尼的國家公園，位於東爪哇省，處於爪哇島東南端，成立於1992年，面積434平方公里，是爪哇野牛的棲息地。